# I ragazzi del crack
I ragazzi del crack è un film del 1989 diretto da Michael Fischa.

## Trama
Due bande rivali, i Greys e i Pochos, controllano il mercato del crack e sono perennemente in guerra tra loro. Per amore di Melissa, Rick Morales lascia i Pochos ma, dopo aver assistito all'uccisione di uno dei suoi compagni, riprende le armi e, al termine di un conflitto a fuoco, viene arrestato dalla polizia. Rimasta sola e senza qualcuno a proteggerla, Melissa comincia a sua volta una parabola discendente divenendo schiava del crack e di un uomo senza scrupoli. La ragazza tocca poi il fondo quando Steadman, il narcotrafficante che gestisce la Rock House - quatier generale dello spaccio - la trascina con la forza a vivere con sé.

## Distribuzione
Il film venne distribuito nei cinema statunitensi il 10 novembre 1989 dalla Cannon Film Distributors.

## Accoglienza

### Botteghino
Nel suo primo weekend di programmazione nei cinema il film incassò 210 162 dollari. In totale il film incassò ai botteghini 862 551 dollari.